# Natalia Nosek
Natalia Agnieszka Nosek (ur. 20 kwietnia 1998 w Krakowie) – polska piłkarka ręczna, grająca na pozycji rozgrywającej.

## Życiorys
Jest wychowanką klubu Alfa Szarów, następnie przez 2 sezony występowała w MOSiR Bochnia. W 2013 roku została zawodniczką SMS ZPRP Płock, z którym występowała w 1 lidze (średnio 5.8 bramki na mecz). Po przejściu do SPR Pogoń Szczecin w 2017 roku zaliczyła debiut w najwyższej klasie rozgrywkowej w Polsce. W pierwszym sezonie w 32 meczach rzuciła 93 bramki (średnio 2,9 na mecz). W 2019 roku zmieniła barwy klubowe przenosząc się do Lublina.
W lipcu 2021 została zawodniczką francuskiego ES Besançon
W 2013 roku powołana została do juniorskiej reprezentacji Polski, a dwa lata później debiutowała w młodzieżowej reprezentacji Polski.
W reprezentacji Polski seniorek zadebiutowała 7 października 2016 podczas turnieju towarzyskiego w Zielonej Górze, dwa miesiące później uczestniczyła w mistrzostwach Europy w Szwecji. Wystąpiła też na mistrzostwach świata w 2021 i mistrzostwach Europy w 2022.

## Sukcesy
- Mistrzostwa Polski:
  -  2020
- Puchar Polski:
  -  2018, 2019
- EHF Challenge Cup:
  -  2019